# Zweedse ijshockeyploeg (vrouwen)

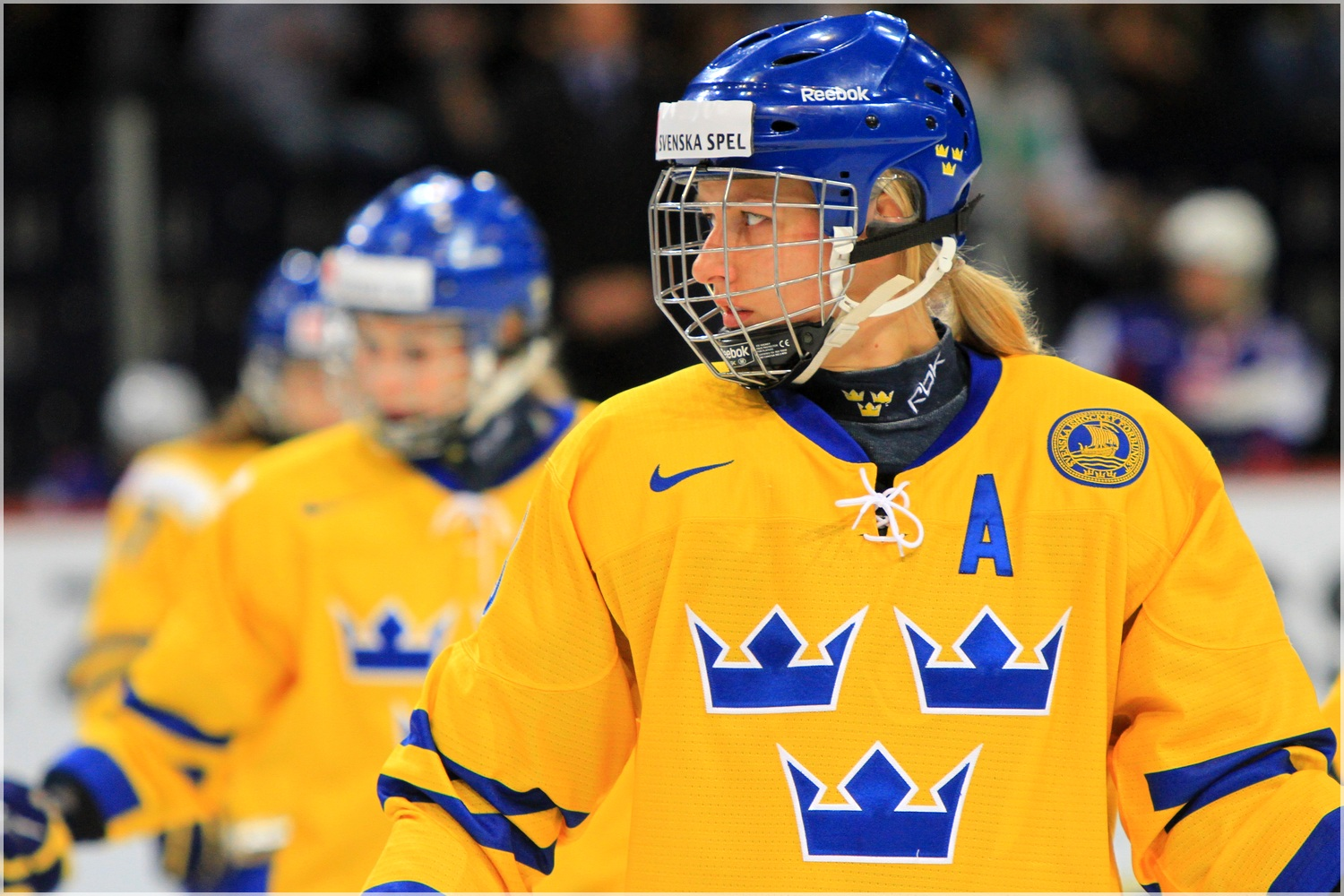
Danijela Rundqvist won medailles op de Olympische Spelen in 2002 en 2006 en de WK's in 2005 en 2007

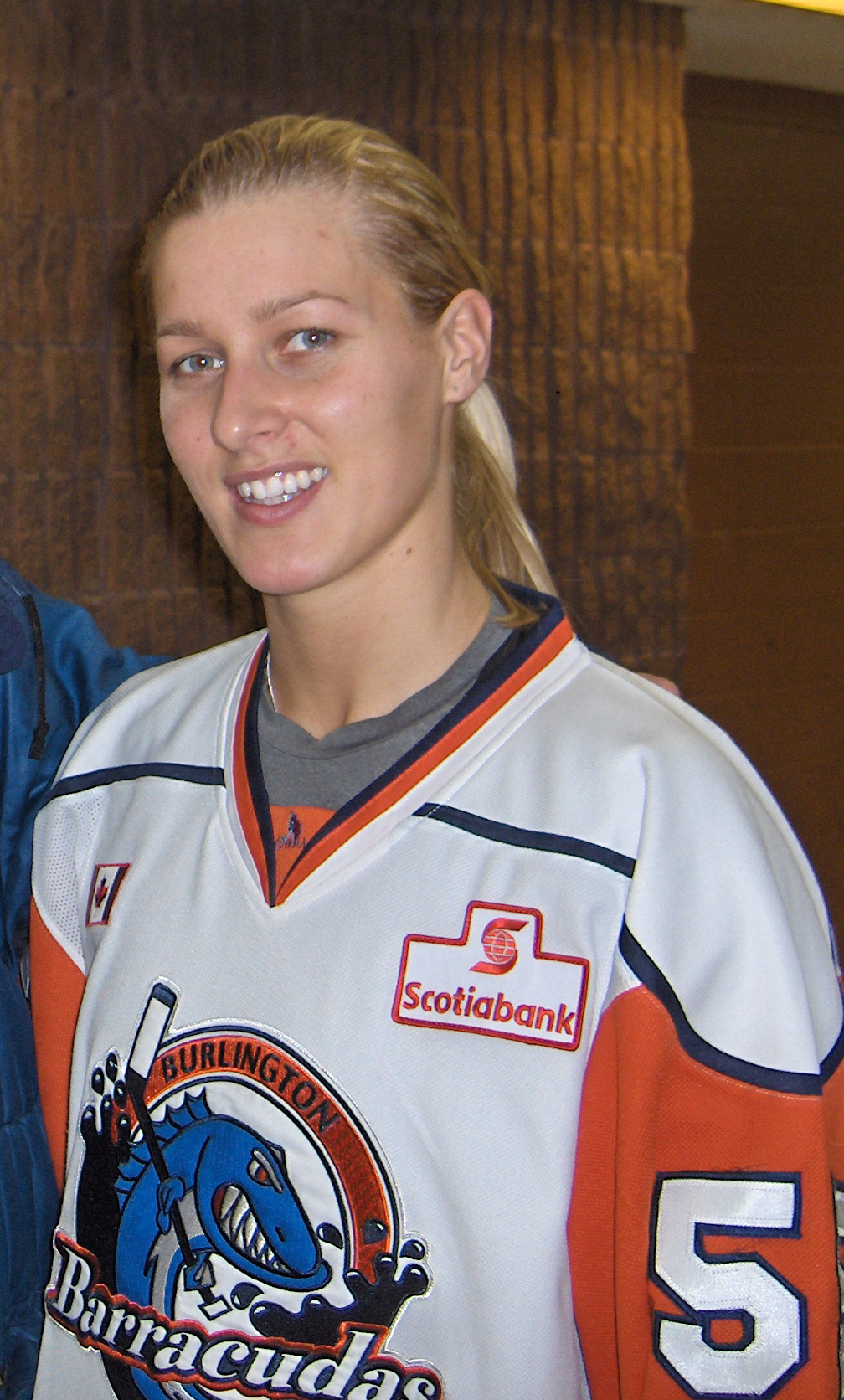
Aanvalster
Danijela Rundqvist

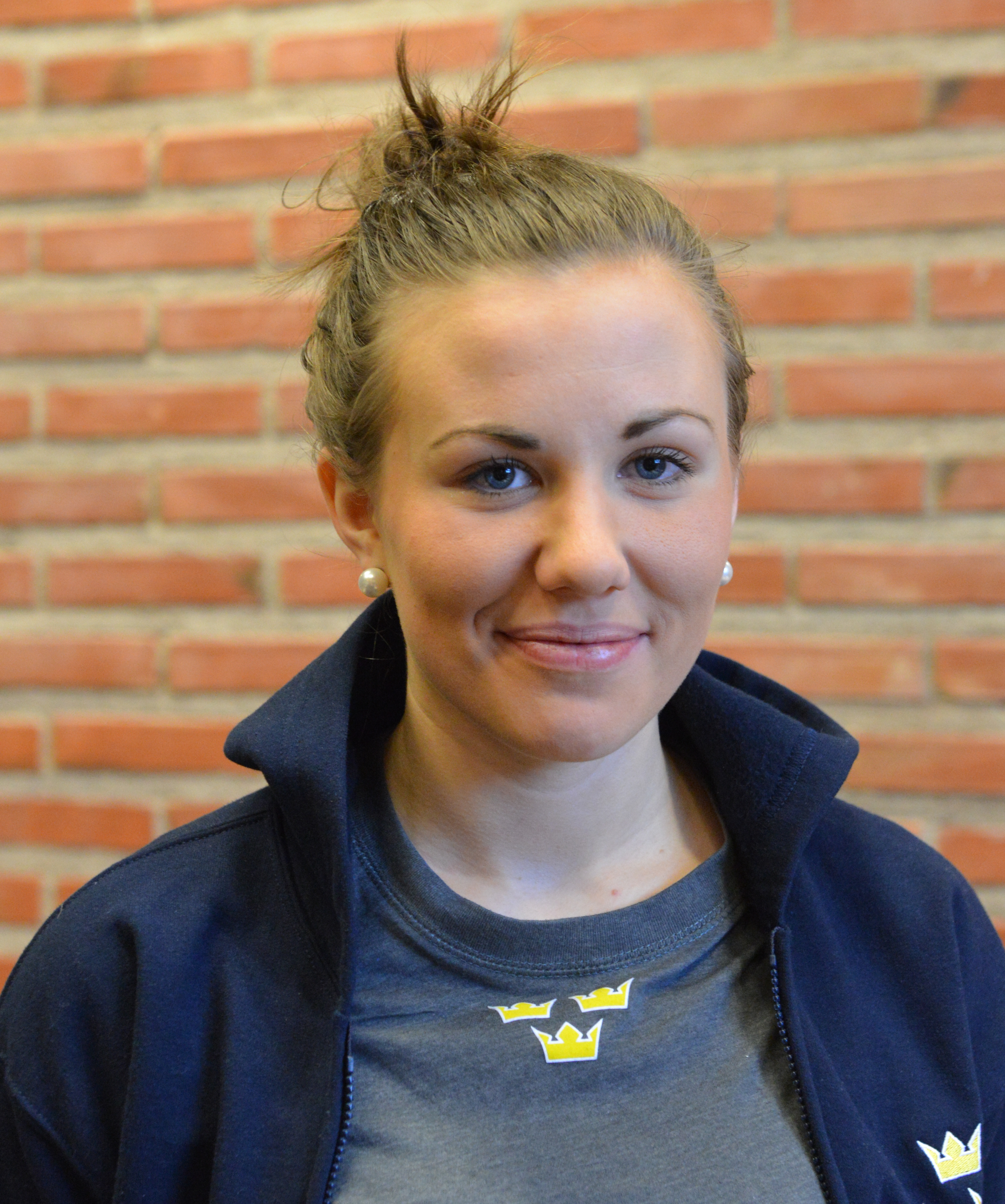
Aanvalster
Anna Kjellbin

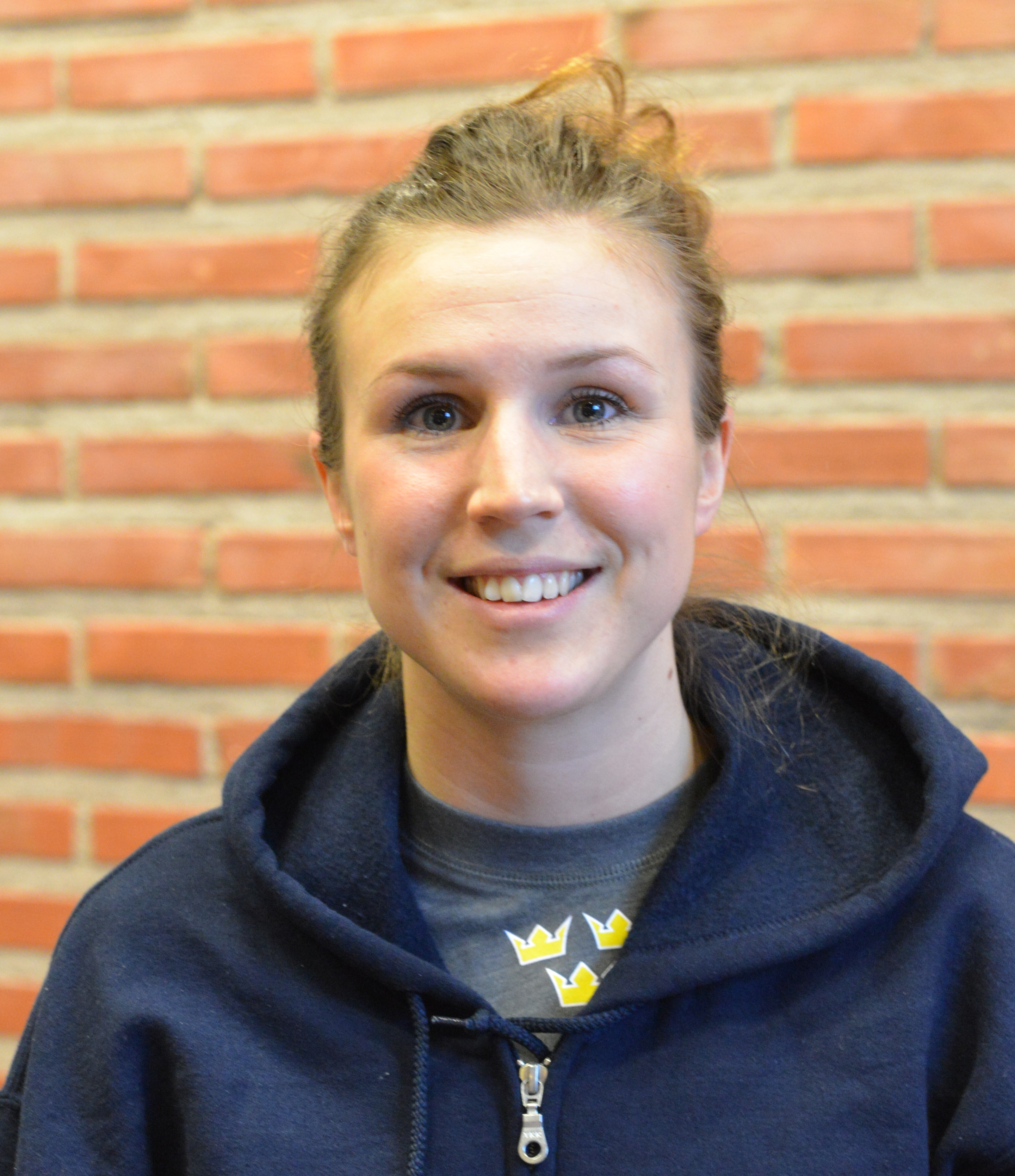
Verdedigster
Elin Lundberg

De Zweedse vrouwenijshockeyploeg is een team van ijshockeyers dat Zweden vertegenwoordigt in internationale vrouwenijshockey wedstrijden. Het speelde haar eerste wedstrijden in het World Women’s Ice Hockey Tournament 1987 in Canada in het voorjaar van 1987. Het heeft deelgenomen aan alle Olympische Spelen (met als beste prestaties zilver in 2006 en brons in 2002) en wereldkampioenschappen (met als beste prestaties brons in 2005 en 2007).
Het team won het Europees kampioenschap in 1996 en behaalde tweede plaatsen in 1989, 1991, 1993 en 1995. In de 3/4 Nations Cup waren de beste prestaties derde plaatsen in 2001, 2004, 2006, 2007, 2008, 2009, 2011, 2012 en 2014. Het won de Women's Nations Cup in 2009 en 2012.
Recordinternational is Gunilla Andersson met 297 interlands. 
Topscorer aller tijden is Erika Holst met 202 punten.

## Deelname aan de Olympische Spelen
| Jaar | Locatie                  | Plaats    |
| ---- | ------------------------ | --------- |
| 1998 | Japan (Nagano)           | 5e plaats |
| 2002 | (Salt Lake City)         | Brons     |
| 2006 | Italië (Turijn)          | Zilver    |
| 2010 | Canada (Vancouver)       | 4e plaats |
| 2014 | Rusland (Sotchi)         | 4e plaats |
| 2018 | Zuid-Korea (Pyeongchang) | 7e plaats |

## Deelname aan het wereldkampioenschap
| Jaar | Locatie                              | Plaats    |
| ---- | ------------------------------------ | --------- |
| 1990 | Canada (Ottawa)                      | 4e plaats |
| 1992 | Finland (Tampere)                    | 4e plaats |
| 1994 | (Lake Placid)                        | 5e plaats |
| 1997 | Canada (diverse plaatsen in Ontario) | 5e plaats |
| 1999 | Finland (Espoo)                      | 4e plaats |
| 2000 | Canada (diverse plaatsen in Ontario) | 4e plaats |
| 2001 | (diverse plaatsen in Minnesota)      | 7e plaats |
| 2004 | Canada (Halifax, Dartmouth)          | 4e plaats |
| 2005 | Zweden (Linköping)                   | Brons     |
| 2007 | Canada (Winnipeg, Selkirk)           | Brons     |
| 2008 | China (Harbin)                       | 5e plaats |
| 2009 | Finland (Hämeenlinna)                | 4e plaats |
| 2011 | Zwitserland (Zürich, Winterthur)     | 5e plaats |
| 2012 | (Burlington)                         | 5e plaats |
| 2013 | Canada (Ottawa)                      | 7e plaats |
| 2015 | Zweden (Malmö)                       | 5e plaats |
| 2016 | Canada (Kamloops)                    | 5e plaats |
| 2017 | (Plymouth)                           | 6e plaats |
| 2019 | Finland (Espoo)                      |           |